# Острі Клєтки
Острі Клєтки (рос. Острые Клетки) — присілок в Бологовському районі Тверської області Російської Федерації.
Населення становить 16 осіб. Входить до складу муніципального утворення Валдайське сільське поселення.

## Історія
Від 2005 року входить до складу муніципального утворення Валдайське сільське поселення.

## Населення
| 2010 |
| ---- |
| 16   |